# Fantasy Tennis
Fantasy Tennis ist ein herunterladbares Multiplayer-Online-Spiel, das von NPIC Soft entwickelt wurde. Erstmals wurde es 2007 in Südkorea veröffentlicht unter dem Namen Fanta Tennis. Mittlerweile gibt es weitere asiatische Versionen in Japan, Thailand, Taiwan und China. Die bisher einzige nichtasiatische Version wird in Europa auf dem Spieleportal alaplaya von Burda:ic betrieben. Das Spielen selbst ist kostenfrei, es finanziert sich durch einen Item-Shop, der es ermöglicht, für Geld seinen Charakter neu zu kleiden.

## Hintergrund
Fantasy Tennis ist ein Tennis-Spiel, bei dem die Spieler wie bei einem Online-Rollenspiel einen Charakter erstellen und durch leveln der Eigenschaftswerte Stärke (STR), Ausdauer (STA), Geschicklichkeit (DEX) und Klugheit (Wil) seine Fähigkeiten verbessern. Als Gegenspieler hat man primär menschliche Mitspieler, um sich an ihnen messen zu können. Mehrere Spieler können sich zu Tennis Clubs (Gilden) zusammenschließen, für die derzeit eine Schlachtfunktion (Raid) in Planung ist.
Zusätzlich lassen sich die Eigenschaftswerte durch besondere Kleidungsstücke erhöhen, die jeweils extra Fähigkeiten haben. Diese gibt es im Item-Shop und können entweder durch die Cash-Währung alaplaya Points (AP) oder durch die Ingame-Währung Gold bezahlt werden. Beliebte Items waren unter anderem der Speaker, welcher vom Spiel fälschlicherweise als verbesserte Version von sich selbst beschrieben wurde, der Wing of Memory, für den Spieler jeden Monat AP ausgaben, um ihre Stats zu resetten oder aber die sogenannten Gachas, eine teurere Variante, um an QS zu gelangen.
Das Spiel selbst handelt in der Parallelwelt FantasyLand und findet auf unterschiedlichen Courts wie Nest Of Rubycrab, Twinkle Town, Snow Moon, Life Woods, Emerald Beach, Arena, Deva Berg oder Atlantis statt.

### Charaktere
Es stehen 7 verschiedene Charaktere zur Auswahl die mit unterschiedlichen Eigenschaftswerten starten:
- Niki, ein kleiner, frecher Junge von der Erde
- LunLun, eine junge Lehrlingshexe.
- Dhanpir, ein Vampir
- Lucy, eine Piratin
- Shua, eine Elfe
- Pochi, ein Halbling aus dem Volk der Arimu
- Al, eine Holzpuppe

## Spielmodi
Neben dem Basic Mode, der nach den offiziellen Tennisregeln im Doppel oder Einzel gespielt wird, gibt es den Battlemode, bei dem 2–4 Spieler solange spielen, bis eine Seite keine Lebenspunkte mehr hat. Diese Lebenspunkte verliert der Spieler entweder durch entgangene Bälle oder durch vom Gegenspieler aufgesammelte Items, mit denen Angriffe wie Feuerbälle, Meteoren oder Blizzards ausgeführt werden können. Beide Spielmodi lassen sich auch zusammen mit einem NSC Haustier namens Battlemon spielen.
Zusammen mit bis zu vier anderen Spielern kann man gegen einen oder mehrere Endgegner, sogenannte Guardians spielen. Nach jedem Sieg gibt es hier die Chance, spezielle Gegenstände zu gewinnen, aus denen sich mittels Rezepten seltene Items herstellen lassen.
Um mit anderen Spielern zu kommunizieren, gibt es Chat Treffpunkte, die sich entweder auf den Spielecourts oder im Haus Modus befinden. Diese Häuser lassen sich von dem Eröffner des Raums selbst mit Möbel, Teppichen und Tapeten einrichten und in deren Gärten können weitere Items durch Angeln und Bäume schütteln gefunden werden.
Außerdem ist ein Questmode vorhanden, in dem die Spieler Aufgaben erfüllen können.

## Clubmatch
Seit 2010 ist das Clubmatch-System im Spiel enthalten. Clubmatch wurde anfangs in der Beta angekündigt, hat es aber nie in die Season 1 geschafft.
Basierend auf einer Rangliste spielen Clubs gegeneinander. Mitglieder der verschiedenen Clubs können sich in Basic 2vs2 sowie in Battle 2vs2 duellieren, um Punkte für ihre Clubs zu holen. Bei einem Sieg gibt es zwei Punkte, bei einer Niederlage einen Punkt. Die Punkte fließen direkt in das Ranking ein, sodass jedes Clubmitglied helfen kann.
Die jeweiligen Clubmatches fanden jeden Mittwoch von 18:30 Uhr – 20:30 Uhr statt. Anschließend wird das Ranking ausgewertet und der Erstplatzierte spielt gegen den aktuellen Clubmatch-Gewinner in einem Finale, bestehend aus folgenden Spielmodi:
- Basic 1vs1 (1 Punkt)
- Basic 2vs2 (2 Punkte)
- Battle 1vs1 (1 Punkt)
- Battle 2vs2 (2 Punkte)
- Battlemon (1 Punkt)

Der Gewinner darf für eine Woche das Clubschloss sein Eigen nennen, wodurch der Club ein individuell eingestelltes Clubgold verdienen kann.